# Heinrich Weber (Maler, 1839)

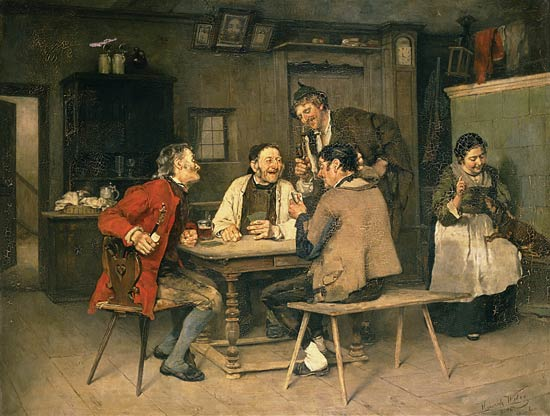
Kartenspiel im Dorfwirtshaus

Heinrich Weber (* 1839 in Esplingerode, einem Ortsteil von Duderstadt; † 1913 ebenda) war ein deutscher Porträt- und Genremaler.

## Leben
Heinrich Weber war Sohn eines Hufschmiedes. Er studierte seit dem 31. Oktober 1871 an der Königlichen Akademie der Bildenden Künste in München bei Wilhelm von Diez und war nach dem Studium in München und seinem Heimatort Esplingerode/Duderstadt tätig. Seit 1873 war er auf den Kunstausstellungen in Berlin, Dresden, München und Wien mit Bildern aus dem oberbayerischen Volksleben: Landschaften, Charakterköpfen und Interieurs vertreten.
Seine Werke befinden sich u. a. in den Sammlungen der Münchner Neuen Pinakothek.
Außer dem obengenannten gab es noch den namensgleichen Maler und Graphiker Heinrich Weber (1892–1962).